# Звягино (Ростиловское муниципальное образование)
Звягино — деревня в Грязовецком районе Вологодской области.
Входит в состав Ростиловского муниципального образования, с точки зрения административно-территориального деления — в Ростиловский сельсовет.
Расстояние по автодороге до районного центра Грязовца — 15 км, до центра муниципального образования Ростилово — 8 км. Ближайшие населённые пункты — Заемье, Филино, Обнорская Слобода.
По переписи 2002 года население — 1 человек.